# Future Pop
Future Pop è il sesto album in studio del girl group giapponese Perfume, pubblicato nel 2018.

## Tracce
Tutte le tracce sono state scritte da Yasutaka Nakata.

1. Start-Up – 0:54
2. Future Pop – 3:03
3. If You Wanna – 2:43
4. Tokyo Girl – 4:27
5. Fusion – 4:32
6. Tiny Baby – 3:41
7. Let Me Know – 3:25
8. Chorairin (超来輪) – 3:43
9. Mugenmirai (無限未来) – 3:41
10. Housekino Ame (宝石の雨) – 3:57
11. Tenku (天空) – 4:39
12. Everyday – 3:47

- Blu-ray/DVD bonus

1. Tokyo Girl (video clip)
2. If You Wanna (video clip)
3. Everyday (video clip)
4. 無限未来 (Mugenmirai) (video clip)
5. Let Me Know (video clip)
6. Perfume No Tadatada Radio Ga Sukidakara Radio! 3

- Edizione Limitata Blu-ray/DVD bonus

1. Tokyo Girl (video clip)
2. If You Wanna (video clip)
3. Everyday (video clip)
4. 無限未来 (Mugenmirai) (video clip)
5. Let Me Know (video clip)
6. Let Me Know –メイキング映像-
7. Tokyo Girl (発売記念Special Live)
8. If You Wanna (発売記念Special Live)
9. Tokyo Girl (2017年12月31日 第68回NHK紅白歌合戦)
10. Fusion (Perfume×Technology Presents "Reframe")
11. Perfume No Tadatada Radio Ga Sukidakara Radio! 3